# Vasilev Peak
Der Vasilev Peak (englisch; bulgarisch Василев връх Wasilew wrach) ist ein 1199 m hoher Berg auf Smith Island im Archipel der Südlichen Shetlandinseln. Er ragt 2,65 km nordöstlich des Mount Pisgah und 2 km südwestlich des Mount Christi im Norden der Imeon Range auf.
Bulgarische Wissenschaftler nahmen 2009 und 2017 Vermessungen des Bergs vor. Die bulgarische Kommission für Antarktische Geographische Namen benannte ihn 2025 nach dem bulgarischen Bergsteiger Dojtschin Wasilew (1944–2024), der 2004 an der bulgarischen Expedition in die Tangra Mountains auf der Livingston-Insel teilgenommen hatte.